# Gaedeina alternata
Gaedeina alternata är en fjärilsart som beskrevs av Jean Romieux 1943. Gaedeina alternata ingår i släktet Gaedeina och familjen tandspinnare. Inga underarter finns listade i Catalogue of Life.